# Malsanne
Die Malsanne ist ein kleiner Gebirgsfluss im Südosten von Frankreich, der im Département Isère der Region Auvergne-Rhône-Alpes südöstlich der Stadt Grenoble in der Landschaft Valbonnais verläuft.

## Geographie

### Verlauf
Die Malsanne entspringt im Nordosten der Gemeinde Chantepérier dem Bergsee Lac du Vallon im Nationalpark Écrins. Sie bildet einige Wasserfälle, verläuft zunächst durch ein Hochtal Richtung Westen, schwenkt dann auf Süd bis Südwest, verläuft dabei immer knapp außerhalb des Nationalparks und mündet nach insgesamt rund 15 Kilometern im Gemeindegebiet von Entraigues, knapp an der Grenze zur Nachbargemeinde Valbonnais, als rechter Nebenfluss in die Bonne.

### Orte am Fluss
(Reihenfolge in Fließrichtung)
- Chantelouve, Gemeinde Chantepérier
- La Chalp, Gemeinde Chantepérier
- Les Daurens, Gemeinde Chantepérier
- Le Périer, Gemeinde Chantepérier
- Les Doras, Gemeinde Chantepérier
- Entraigues